# Antonio Guerra
Pour les articles homonymes, voir Guerra.
Antonio Guerra (né en 1807 et mort le 20 juillet 1846 dans le 17e arrondissement de Vienne) est un danseur, maître de ballet et chorégraphe italien.
Admis à l'école de danse du Teatro San Carlo de Naples le 12 août 1814 à l'âge de 7 ans, il devient primo ballerino assoluto en 1830.
En 1836 il danse à l'Opéra de Paris puis, de 1838 à 1841, il est maître de ballet au Her Majesty's Theatre de Londres. Il termine sa carrière à Vienne.

## Chorégraphies
- Le nozze di Bacco (Naples, 1829)
- Il trionfo di Alfonso (Naples, 1829)
- Rosmonda (Naples, 1830)
- Barbarossa a Fondi (Naples, 1833)
- Volvikoff hettmann de' cosacchi (Naples, 1935)
- Les Mohicans (Paris, 1837)
- Robert le Diable (Londres, 1839)
- La Gitana (Londres, 1839, avec Marie Taglioni)
- Le Lac des fées (Londres, 1840)
- Giustizia e elemenza (Naples, 1840)
- Der Feensee 'Vienne, 1841)
- Gerechtigkeit und Milde (Vienne, 1842)
- La generosita fraterna (Naples, 1843)
- Le spose veneziane (Naples, 1844)
- Die Hochzeit des Bachus (Vienne, 1846)